# Lego Aquazone
Lego Aquazone var et undervandstema, som blev introduceret af LEGO i 1995. Rammen for temaet var havet, og involverede to sider, som kæmpede mod hinanden for nogle værdifulde genstande (enten krystaller eller andre skatte). Som serien skred frem, blev nye fraktioner tilføjet, mens de ældre blev udfaset af produktion. Der nåede at være fem undertemaer af Aquazone. De sidste sæt blev udgivet i 1998, inden temaet blev udfaset endeligt. Ydermere var Aquazone det andet enestående tema som blev introduceret af Lego System efter LEGO Pirater som skilte sig ud fra de tre grundtemaer Castle, Space og Town.
Nogle nye LEGO dele blev introduceret med temaet. Disse tæller blandt andet krystaller, propeller, blæksprutter og svømmefødder. Oprindeligt tog Aquazone udgangspunkt i Aquanauterne, som kæmpede mod de onde Aquasharks. Senere skiftede Aquazone til to helt andre fraktioner nemlig hydronauterne som kæmpede mod Stingrays, nogle fiskeagtige mutanter.

## Undertemaer

### Aquanauts (1995–1996)
- 1728/6145 Crystal Crawler/Aquanaut Turbo Amphi
- 1749/1806 Hydronaut Paravane
- 1822 Sea Claw 7
- 6125 Sea Sprint 9/Aquanaut Octopod
- 6175 Crystal Explorer Sub/Aquanaut DSRV II
- 6195 Neptune Discovery Lab/Aqua Dome 7

### Aquasharks (1995–1996, 1998)
- 6100 Aquashark Dart
- 6115 Shark Scout/Aquashark Dart
- 6135 Spy Shark/Aquashark Sneaker
- 6155 Deep Sea Predator/Aquashark Barracuda
- 6190 Shark's Crystal Cave/Aquashark Sea Wolf

### Aquaraiders (1997)
- 2161 Aqua Dozer
- 2162 Hydro Reef Wrecker

### Hydronauts (1998–1999)
- 6110 Solo Sub
- 6150/6159 Crystal Detector
- 6180 Hydro Search Sub
- 6199 Hydro Crystalation Station

### Stingrays (1998)
- 6107 Recon Ray
- 6109 Sea Creeper
- 6140 Sea Creeper
- 6160 Sea Scorpion
- 6198 Sting Ray Stormer

### Aquazone Accessories
- 6104 Aquacessories/Aquanauts & Aquasharks